# Grubditz

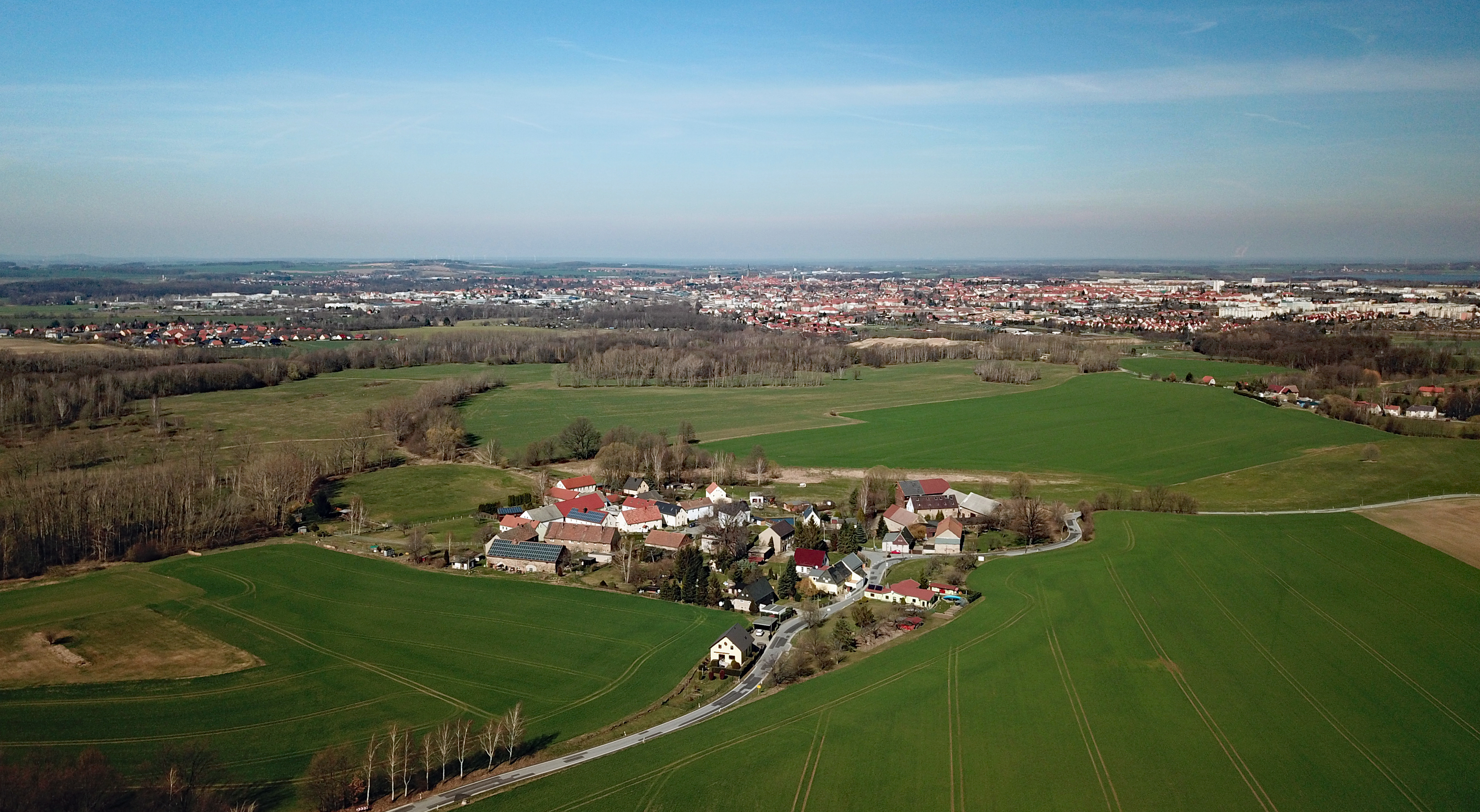
Luftbild

Grubditz, sorbisch Hruboćicyⓘ, ist ein Ortsteil der Gemeinde Kubschütz in Sachsen. Es zählt zum offiziellen sorbischen Siedlungsgebiet in der Oberlausitz.

## Geographie
Der Weiler befindet sich südöstlich von Bautzen linksseitig des Binnewitzer Wassers. Im Südosten erheben sich der 384,2 Meter hohe Mehltheuerberg und die 412,4 Meter hohe Schmoritz, südlich der 431,9 Meter hohe Drohmberg.

## Geschichte
Die erste Erwähnung von „Grobtitz“ erfolgte 1486, als der Bautzener Rat das Dorf für 500 Gulden kaufte. Es wird angenommen, dass sich der Ortsname von einem altsorbischen Personennamen „Grubota“ herleitet (ursl. *grǫbъ, *grubъ = „dick, stark, grob“). Anders als die umliegenden Weiler wird Grubditz als ältere slawische Gründung angesehen. Infolge des Pönfalles verlor die Stadt Bautzen „Gruptitz“ 1547 wieder. 1603 erwarb das Bautzener Domstift das Dorf, fortan gehörte Grubditz bis ins 19. Jahrhundert immer zu den Stiftsgütern. Anschließend bildete Grubditz mit den Ortsteilen Soculahora und Jeßnitz eine Landgemeinde. In der Silvesternacht 1882 zerstörte ein Dorfbrand acht Gehöfte. 
Für seine Statistik über die sorbische Bevölkerung in der Oberlausitz ermittelte Arnošt Muka in den achtziger Jahren des 19. Jahrhunderts eine Bevölkerungszahl von 102 Einwohnern; davon waren 99 Sorben und drei Deutsche. Der Sprachwechsel zum Deutschen vollzog sich in Grubditz im Wesentlichen in der ersten Hälfte des 20. Jahrhunderts. Im Jahr 1956 sprachen nur noch 26 Prozent der Einwohner Sorbisch. Seither ist die Sprache aus dem Alltag weitgehend verschwunden.
1936 wurden noch Mehltheuer und Binnewitz eingemeindet. Seit 1973 bildete Grubditz einem Ortsteil von Jenkwitz und wurde mit diesem zusammen 1994 nach Kubschütz eingemeindet, während die Ortsteile Binnewitz und Mehltheuer in die Gemeinde Großpostwitz wechselten.
Im Hofe des Gehöfts Nr. 10 befindet sich neben einer Bergulme eine historische Brunnenstube, zu der Stufen hinabführen. Sehenswert ist auch die hölzerne Außentreppe des Gehöfts.